# Liste des évêques de Viviers
La liste des évêques de Viviers recense les noms des évêques qui se sont succédé à la tête du diocèse d'Alba Helviorum au IVe siècle et Ve siècle puis du diocèse de Viviers, en Ardèche. 

## Histoire
Pour un article plus général, voir Diocèse de Viviers.

Carte du diocèse de Viviers en 1781

Le territoire des Helviens semble avoir été évangélisé vers la fin du IIe siècle par saint Andéol et organisé à partir du IVe siècle. Le siège épiscopal a initialement été fondé à Alba, capitale des Helviens. Lorsque la ville d'Alba dévastée, au VIe siècle, le siège est transféré à Viviers.
Le premier évêque attesté est Janvier (Ianuarius/Januarius),. Un document, dite Vieille charte, rédigé en 950 par l'évêque Thomas, donne une série de 18 noms, subdivisée en « en deux parties, correspondant aux deux sièges successifs d'Aps et de Viviers ».
Le siège de Viviers est supprimé le 29 novembre 1801. Le territoire du diocèse (ou évêché) est alors placé sous l'autorité de l'évêque de Mende. Le siège est cependant rétabli le 6 octobre 1822 avec un diocèse correspondant au département de l'Ardèche, très semblable à l'ancien Vivarais.

## Les évêques par période

### Évêques d'Alba Helviorum
Les évêques siégeant à Alba sont, :
- Saint Janvier (Ianuarius/Januarius).
- Saint Septime (Septimius).
- Saint Maspicien (Maspicianus).
- Saint Mélan Ier (Melanius Ier), probablement présent au concile de Nîmes (396).
  - vers 407-vers 411 : Saint Avole (Avolus), présent dans la liste du diocèse, absent de Duchesne (1907) et mis en doute par Esquieu (1995).
- vers 411-vers 431 : Saint Auxone (Auxonius)

Remarque : Le transfert du siège de l'évêché d'Alba Helviorum (sur le site archéologique d'Alba-la-Romaine) à Viviers est probablement réalisé vers 475 par l'évêque Promotus d'après Yves Esquieu. Louis Duchesne mentionnait que Promotus était « écarté par le G. C. qui lui substitue un Eulalius de provenance polycarpique ».

### Évêques de Viviers
La liste repose sur le Gallia Christiana (GC, 1865) et elle est amendée par les listes proposées par les auteurs Roche (Armorial généalogique et bibliographique des évêques de Viviers, 2 tomes, 1894) et Régné (Histoire du Vivarais, HV, 1921), ainsi que celle publiée sur le site du diocèse.
 
Lorsque l'un des évêques est absent d'une des listes, il en est fait mention : abs.
- vers 452 — vers 463 : Saint Eulalius.
- 474/475 — 487 : Promotus
abs. GC, en place du précédent chez Duchesne, 1907[2].
- 487 — vers 500 : Saint Lucien (Lucianus)[2].
- vers 507 : Saint Valerius/Valerianus[5].
- avant 517 — 544 : Venant/Venance (Venantius)
présent aux conciles d'Épaone (517) et de Clermont (535)[5].
- 544 : Rusticus/Rusticius[5].
- vers 549 : Saint Mélan I (Melanius)
présent au concile d'Orléans (549)[5].
- vers 580 : Saint Eucher (Eucherius)
*: abs. GC. Inversé avec le suivant par Duchesne[5].
- vers 610 : Saint Firmin (Firminus)[5].
*: abs. GC.
- vers 610 — 650 : Saint Aule (Aulus)[5].
*: abs. GC.
- vers 650 : Saint Eumachius[5].
*: abs. GC.
- vers 673 : Saint Longin (Longinus)[5].
- vers 696 : Jean Ier (Joannes/Iohannes)[5].
- vers 700 — 730 : Arnulphe (Ardulfus/Ardulphus)
présent dans la Vieille charte[5].
- vers 730 : Saint Arconce (Arconcius)
mentionné dans « un martyrologe de Viviers »[5].
- vers 765 : Eribald (Euribaldus)[5].
- … : Aurélien
*: abs. GC.
- vers 815 : Thomas Ier
d'après un diplôme du roi Louis le Pieux[6].
- vers 833 : Tengrin (Teugrinus).
signataire, à cette date, du privilège d'Aldric de Sens pour Saint Remi[6].
- vers 850 : Celse (Celsus).
d'après un diplôme de Lothaire Ier[6].
- 851/852 — 873/874 : Bernoin (Bernoinus).
diplôme du roi Charles de Provence, en 862[6].
- vers 875/879 : Oetherius/Etherius/Aetherius.
privilège de Tournus (875), concile de Ponthion (876), diplôme du roi Charles II le Chauve (877) et présent au concile de Mantaille (879)[6].
- vers 892 : Rostain/Rostaing Ier (Rostagnus).
selon une charte du roi Eudes (892)[6].
- vers 908 : Richard (Richardus).
- vers 950 : Thomas II.
- vers 965 — 970 : Rostaing II (Rostagnus).
- vers 974 : Arman Ier (Armannus)
- vers 993 : Pierre Ier (Petrus)
- 1014-1040/41 : Arman II (Armannus)
- 1041-1070 : Géraud/Gérard (Gerardus)
  - Histoire du Vivarais (HV) mentionnait :
1042 — 1067 : Gérard (Gebehard ou Gébonnard)
1070 — 1092 : Géraud
- 1073 — 1095 : Jean II (Joannes), cardinal de St Athanase
Abs. HV. Une note précise que l'Histoire générale de Languedoc le confondrait avec Jean Allarmet de Brogny (XIVe siècle)[7].
- 1096 — 1119 : Léger (Léodegaire, Leodegarius)
Participe à un concile à l'abbaye de Tournus, en 1115 (HGL). Fait réparer sa cathédrale. Fin d'épiscopat en 1124 pour HV.
- 1119 — 1124 : Atton (Hatto)
Abs. HV.
- 1125 — 1131 : Pierre II (Petrus)
- 1133 — 1146 : Gaucherand de Montaigu (de Montagu), également sous les formes Jaucerand/Jausserand/Josserand (Gaucerandus).
- 1147 — 1154/57 : Guillaume Ier (Guillelmus), dit [de Franconie ?], parfois de Poitiers.
- 1157 — 1171 : Raymond/Raimond d'Uzès (Raymundus).
- 1171 — 1173/75 : Robert  (Robertus), dit de La Tour du Pin, d'Alba, d'Albert, mais encore d'Alba de la Tour du-Pin, voire Alberti[8]
Selon certains auteurs, il pourrait être le même Robert, occupant le siège archiépiscopal de Vienne à partir de 1173, mais sans sources pour venir appuyer la correspondance[8].
- 1175/74 — 1205/06 : Nicolas  (Nicolaus).
Le chanoine Rouchier considérait qu'il était issu de la famille de Valentinois[8]. Il démissionne en janvier 1205, selon Roche[8].
- 1206 — 1216 ou 1217[8] (1220 ?) : Burnon/Bournon (Burno, Brunon, Wurnon, Bernon), dit de Lans ou de Lemps.
transféré sur le siège archiépiscopal de Vienne[9].
- 1216 ou 1217 (1220 ?) — 1221 ou 1222[8] : Guillaume II (Guillelmus).
- 1221 ou 1222 — 1239 ou 1240[8] : Bermond (Bernard) d'Anduze (Bermundus).
  - 1239 — 1244 (?) : Bertrand [de Chalencon/Chalançon].
Abs. GC, Roche (1894) et HV. Les auteurs évoquent une probable confusion avec le précédent[10]. Roche (1930) indique que s'il diffère du précédent « il faut attribuer le nom de la famille Vellave de Chalancon, qui, plus tard, s'appela de Polignac »[8].
- 1244 — 1254 : Arnaud de Vogüé (Arnaldus).
- 1255 — † 1263 : Aimon de Genève.
- 1263 — † 1294 : Hugues de La Tour du Pin.
- 1296 — 1297 : Guillaume III dit de Falgar ou de Falguières.
- 1297 — † 1306 : Aldebert de Peyre.
- 1306 — 1318 : Louis Ier de Poitiers.
- 1319 — 1322 : Guillaume IV de Flavacourt.
- 1322 — 1325 : Pierre Gauvain, alias Pierre III de Mortemart (car né à Mortemart), évêque d'Auxerre par la suite, cardinal.
- 1325 — 1326 : Pierre IV de Jean, dit improprement de Moussy.
- 1326 — 1330 : (1) Aymar Bermond d'Anduze de La Voulte.
- 1331 — 1336 : Henri de Thoire-Villars.
- 1336 — † 1365 : (2) Aymar Bermond d'Anduze de La Voulte.
- 1365 — † 1374 : Bertrand de Châteauneuf-Randon (de Castelnau).
- 1373 — 1375 : Pierre V de Sortenac (de Sarcènas), cardinal.
- 1376 — † 1382 : Bernard d'Aigrefeuille.
- 1382 — 1385 : Jean III Allarmet de Brogny, cardinal.
  - 1385 — 1386 (?) : Charles-Olivier de Poitiers, administrateur du diocèse.
- 1386 — 1387 : Olivier de Martreuil.
  - 1387 — 1388 : Pileo del Prato (Pile de Prato), cardinal, administrateur (selon Roche/Régné).
- 1388 — 1406 : (Philippe-)Guillaume V de Ligny, dit improprement de Poitiers.
Roche (1894) le mentionne comme administrateur au nom du cardinal de Brogny.
- 1406 — 1442 : Jean IV de Linières.
- 1442 — 1454 : Guillaume-Olivier de Poitiers.
- 1454 — 1477 : Hélie de Pompadour
- 1477 — 1478 : Giuliano della Rovere, futur pape Jules II.
- 1478-1497 : Jean V de Montchenu
- 1498-1542 : Claude de Tournon
- 1542-1552 : Charles Ier de Tournon
- 1552-1554 : Simon de Maillé-Brézé
- 1554-1560 : Jacques-Marie Sala
- 1560-1565 : cardinal Alexandre Farnèse
- 1565-1571 : Eucher de Saint-Vital
- 1571-1572 : Pierre VI d'Urre
- 1573-1621 : Jean VI de L'Hostel
- 1621-1690 : Louis II de La Baume de Suze
- 1690-1713 : Charles-Antoine de La Garde de Chambonas[11].
- 22 avril 1713-20 février 1723 : Martin de Ratabon
- 1723 : Étienne Joseph de La Fare-Monclar
- 1723-1748 : François Renaud de Villeneuve
- 1748-1778 : Joseph Rolin de Morel de Mons
- 21 avril 1778-1801 : Charles de La Font de Savine, prêtre jureur qui adhère à la constitution civile du clergé et sauve ainsi Viviers de la destruction, par les troupes révolutionnaires

### Période révolutionnaire et évêques concordataires
Entre 1801 et 1822, le siège épiscopal est réuni à celui de Mende.
- 1802 - 1805 : Jean-Baptiste de Chabot
- 1805 - 1822 : Étienne Parfait Martin Maurel de Mons

### Période contemporaine
- 13 janvier 1823-25 juillet 1825 : André Molin
- 26 octobre 1825-17 juin 1841 : Abbon-Pierre-François Bonnel de la Brageresse
- 30 juillet 1841-4 février 1857 : Joseph Hippolyte Guibert, par suite archevêque de Tours et de Paris
- 14 février 1857-17 mai 1876 : Louis Delcusy
- 7 juin 1876-21 mai 1923 : Joseph-Michel-Frédéric Bonnet
- 20 décembre 1923-23 décembre 1930 : Étienne-Joseph Hurault, puis évêque de Nancy
- 5 octobre 1931-1er février 1937 : Pierre-Marie Durieux, puis archevêque de Chambéry
- 26 avril 1937-14 décembre 1965 : Alfred Couderc
- 14 décembre 1965-15 octobre 1992 : Jean Hermil
- 28 novembre 1992-28 août 1998 : Jean Bonfils, puis évêque de Nice
- 15 novembre 1999-22 mai 2015 : François Blondel
- 22 mai 2015-18 août 2023 : Jean-Louis Balsa (devenu archevêque d'Albi, Castres et Lavaur)
- depuis le 13 mars 2024 : Hervé Giraud, archevêque-évêque